# نفقات الطاقة التراكمية
وفقًا لمبدأ اتحاد الصناعة الألمانيةالتوجيهي  VDI 4600 ، يُعرَّف الاستهلاك التراكمي للطاقة ( بالألمانية KEA )   kumulierter Energieaufwand بأنه "مجمل النفقات المقدرة من حيث الطاقة الأولية التي تنشأ فيما يتعلق بإنتاج واستخدام والتخلص من سلعة اقتصادية (منتج أو خدمة) أو يمكن أن يُنسب إليه .  على عكس الطاقة الرمادية ، التي تصف إنفاق الطاقة بدون الاستهلاك المباشر للطاقة أثناء الاستخدام ، تتضمن KEA أيضًا استهلاك الطاقة أثناء الاستخدام ، وبالتالي فهي أكثر شمولاً.

## التاريخ
ساهمت مشكلة النفايات المتزايدة   في التقرير المقدم إلى نادي روما حدود النمو في عام 1972 وأزمة النفط الأولى في عام 1973/74 ، في زيادة الوعي البيئي وأوضحت  ندرة أو محدودية الموارد. في ظل هذه الخلفية  تم تطوير تحليل الطاقة وأول  تقييم ابتدائي لدورة الحياة الحديثة.
يمكن بالفعل العثور على  بدايات تحليل الطاقة في الستينيات من القرن الماضي. كان التركيز أنذاك في البداية على تحديد تكاليف الطاقة للمنتجات الصناعية (انظر على سبيل المثال. ب. مولر  ). أجرى مولر  وشيفر  دراسات أكدت  أهمية الاقتصاد الكلي لاستهلاك الطاقة في ذلك الوقت. تبع ذلك فحوصات فردية ، والتي أظهرت مناهج منهجية لتحديد استهلاك الطاقة المتعلقة بمنتجات فردية. تم تطويرها من قبل مركز الأبحاث لاقتصاديات الطاقة  وقام  شايفر  بتوسيعها.
تم إجراء فحوص في استهلاك الطاقة لبناء وتشغيل تقنيات إمداد الطاقة وإعادة تدوير النفايات المنزلية من قبل مجموعة البرامج لبحوث النظم والتطوير التكنولوجي في منشأة الأبحاث النووية في يوليش ،ألمانيا ، بواسطة  Wagner  ، Kolb et al.  وتوروفسكي.
كما تم تناول الموضوع على المستوى الدولي. في مؤتمر نظمه الاتحاد الدولي لمعاهد الدراسات المتقدمة (IFIAS) ، والذي عقد في السويد في عام 1974  تمت مناقشة الموضوع دوليًا لأول مرة وتم وضع التعريفات الأولى. يتبع مزيد من الفحوص في تصنيع المنتجات الفردية.
تاريخيًا ، تم أيضًا استخدام عدد من المصطلحات بالتبادل مع الإنفاق التراكمي على الطاقة. في البلدان الناطقة بالألمانية ، ينبغي هنا ذكر مصطلحات استهلاك الطاقة المتراكم  أو الاستهلاك المعقد للطاقة أو الطاقة الرمادية . تشمل المصطلحات التي كانت أو مستخدمة في البلدان الناطقة باللغة الإنجليزية الطاقة المخفية hidden energy أو الطاقة الرمادية أو إجمالي متطلبات الطاقة gross energy requirement.

## المعيار VDI 4600
يحدد المعيار VDI 4600 المصطلحات وطرق الحساب لاستهلاك الطاقة التراكمي. تم نشر هذه السياسة لأول مرة في يونيو 1997 في ألمانيا.  ونسخة منقحة من VDI 4600   تم نشرها في يناير 2012  متاحة الآن.  البيانات التالية تشير إلى هذه السياسة.

## تقسيم  KEA وفقًا لمراحل دورة الحياة
يتكون الطلب التراكمي على الطاقة من المجاميع الفرعية للطلب التراكمي على الطاقة للإنتاج KEA H ، والاستخدام KEA N ، وكذلك التخلص من KEA E السلعة الاقتصادية التي سيتم فحصها:
KEA = KEA H + KEA N + KEA E . . .(المعادلة 1)

## توزيع KEA حسب نوع استخدام المواد الإبتدائية
بالإضافة إلى تدفقات المواد المستخدمة بقوة (الاستهلاك التراكمي للطاقة KEV) ، تشمل KEA أيضًا محتوى الطاقة المرتبط ماديًا لمواد الإدخال غير المستخدمة للطاقة (النفقات التراكمية غير النشطة KNA) ، على سبيل المثال ، استخدام النفط الخام في إنتاج المواد البلاستيكية (انظر المعادلة 2). في الإصدار السابق لــ VDI 4600   تمت الإشارة إلى KEV على أنها عملية استهلاك الطاقة التراكمي KPA.
KEA = KEV + KNA . . . . (المعادلة 2)
ومع ذلك ، فإن هذا التقييم مثير للجدل لأن المصادر غير الطاقية المستخدمة يمكن (على سبيل المثال  بعد إعادة التدوير أو مباشرة) بعد انتهاء دورة حياة المنتج (مفرد منتجات) ، على الأقل جزئيًا أو غير معاد استخدامه للطاقة. أمثلة: حرق البلاستيك في أعمال الأسمنت ، ضغط اأخشاب في ألواح الخشب  لصناعة الأثاث  ، إلخ. في هذه الحالة ، يمكنك العمل بائتمان (مكسب) مناسب.

## التقسيم حسب نوع المورد النشط
اعتمادًا على قاعدة البيانات المتاحة  يمكن أيضًا تقسيم KEA وفقًا لنوع مصدر الطاقة المستخدم (الأحفوري أو المتجدد) إلى الجهد التراكمي غير المتجدد KNRA والجهد التجديدي التراكمي KRA:
KEA = KNRA + KRA . . . . (المعادلة 3)
إذا لزم الأمر  يمكن تحديد التقسيم بشكل أكبر ، على سبيل المثال ،  ينقسم الجهد التراكمي غير المتجدد KNRA كذلك إلى حصص مصادر الطاقة غير المتجددة المختلفة مثل الفحم و مصادر الطاقة النووية. يمكن أيضًا إجراء مزيد من تقسيم  KRA إلى حصص مصادر الطاقة المتجددة المختلفة مثل الرياح والكتلة الحيوية وما إلى ذلك.

## تقييم الطاقة الأولية لاستخدام مصادر الطاقة
نظرًا لأن الاستهلاك التراكمي للطاقة KEA مرتبط باستخدام الطاقة الأولية ، فهو مؤشر مناسب لاستهلاك الموارد النشطة المرتبط بتوفير سلعة اقتصادية. في الوقت نفسه ، هذا يعني أنه يجب تحديد جميع نفقات الطاقة المدرجة في الإنفاق التراكمي للطاقة فيما يتعلق باستخدام الطاقة الأولية. يمكن القيام بذلك باستخدام كفاءة توافر الوقود gBr . بالنسبة للمواد ذات القيمة الحرارية Hi ، يُعرَّف gBr على أنه حاصل قسمة القيمة الحرارية لمصدر الطاقة في مكان استخدامه ومدخلات الطاقة التراكمية لتوفيره (انظر المعادلة 4). تتضمن نفقات الطاقة التراكمية لتوفير KEA Be لناقل الطاقة محتوى الطاقة الخاص بحامل الطاقة في منشأة التخزين الخاصة بها ونفقات توفيرها في مكان الاستخدام. بدلاً من القيمة الحرارية ، يمكن أيضًا استخدام المحتوى  الحراري لتقييم محتوى الطاقة.
g Br = H i / KEA Be . . . . (المعادلة  4)
تنتج درجة توافر الطاقة الكهربائية geel من نسبة الطاقة الكهربائية المولدة W l و KEAel لتوفيرها إلى:
g el = W el / KEA el . . . . (المعادلة 5)
يعتمد تقييم الطاقة الأولية للطاقة النووية والطاقات المتجددة على ما إذا كان يجب اعتبار استخدام مورد الطاقة ككل أو من وجهة نظر استنفادها.

## طرق تعيين KEA

### تحليل سلسلة العمليات
يعد تحليل سلسلة العملية بأدق النتائج عند تحديد استهلاك الطاقة المتراكم. باستخدام هذا النهج المنهجي ، يتم تقسيم العملية التي سيتم فحصها إلى الخطوات العملية الفردية وفحصها بالتفصيل. يتم إرجاع كل خطوة من خطوات العملية الفرعية إلى استخراج المواد الخام ، والتي ترتبط بكمية كبيرة من العمل وعدد من البيانات. لذلك فمن المستحسن استخدام التحليل الكلي لإجراء حساب تقريبي أولي لنفقات الطاقة التراكمية.
بذلك  يمكن تحديد متطلبات الطاقة الأولية لتصنيع المواد المستخدمة في المنتج بمساعدة قيم KEA المعروفة من الدراسات الأولية. يمكن تقدير الاستهلاك التراكمي للطاقة لمرحلة الاستخدام والتخلص في الخطوة الأولى باستخدام القيم التجريبية. والنتيجة تكون هي أول تصنيف تقريبي لـ KEA للمنتج المراد فحصه.
يمكن استكمال النظر في التحليل الكلي في التحليل الجزئي اللاحق عن طريق فحص تكاليف الإنتاج للمكونات المختلفة. يتم تحديد تكاليف الطاقة والصيانة لمرحلة الاستخدام بالإضافة إلى طرق التخلص من مرحلة التخلص بشكل أكثر دقة ضمن التحليل الدقيق. مقارنةً بالتحليل الكلي ، يوفر التحليل الجزئي بالتالي صورة أكثر تفصيلاً للنفقات التراكمية للطاقة ، وعلى أساسها يمكن تحديد الأوضاع الأكثر تأثيرًا في KEA. وفي خطوة تالية  يمكن أن تخضع  لتحليل سلسلة عملية أكثر تفصيلاً.

### تحليل توازن المواد
منذ إجراء تحليلات تفصيلية لسلسلة العمليات للعديد من المنتجات في الماضي القريب ، أصبح من الممكن الوصول إلى قاعدة بيانات واسعة لقيم الاستهلاك التراكمي للطاقة في قواعد بيانات مختلفة. تعتمد طريقة تحليل توازن المواد على ذلك. في الخطوة الأولى من تحليل موازنة المواد ، يتم إنشاء هيكل مادة ومضمون للكائن قيد الفحص من أجل ربطها ببيانات الاستهلاك التراكمي للطاقة KEA التي تم تحليلها مسبقًا والخاصة بالمواد في الخطوة التالية. توجد الآن أرصدة كافية لإنتاج المواد. نظرًا لأن خطوات المعالجة تختلف اختلافًا كبيرًا اعتمادًا على الجزء المنتج ، فإن موازنة معالجة المواد إلى المنتجات  تتطلب قدرًا كبيرًا من العمل وأحيانًا يكون ممكنًا فقط في حدود صغيرة.
لمزيد من الفحوصات المكثفة في سياق تقييمات دورة الحياة ، فإن استخدام البرمجيات المناسبة  التي تمكن من ربط الهياكل المادية والكتلية بقواعد البيانات الأساسية ، فهو إجراء شائع اليوم. بالإضافة إلى تحديد الاستهلاك التراكمي للطاقة ، فإن هذا يدعم أيضًا مشاهدة المؤشرات البيئية الأخرى ذات الصلة باستخدام مناهج منهجية مختلفة.

### تحليل  مدخلات ومخرجات الطاقة
يسمح التحليل النشط للمدخلات والمخرجات ، على أساس المعلومات الوطنية عن الترابط الاقتصادي لقطاعات الإنتاج المختلفة ، بالاقتران مع المعلومات المتعلقة باستخدامها لمصادر الطاقة ، بتحديد نفقات الطاقة المباشرة وغير المباشرة لكل يورو قيمة إنتاج لكل قطاع إنتاج. نظرًا لأن هذا إجراء تقريبي نسبيًا ، فإن هذا النهج مناسب فقط لتطبيقات معينة لتحديد نفقات الطاقة التراكمية. على أي حال  يجب توخي الحذر للتأكد من أن المنتج الذي تم فحصه يمثل قدر الإمكان المنتجات التي ينتجها القطاع المعني.

### فوائد للمنتجات والخدمات
- التعرف على أولويات إمكانات توفير الطاقة في العلاقة المعقدة بين التصميم والتصنيع والاستخدام والتخلص
- الاختيار الأمثل من حيث الطاقة لعمر خدمة السلع الاقتصادية المحولة للطاقة
- الاختيار الأمثل لاختيار الطاقة للمواد وتكنولوجيا المعالجة
- الأهمية الحيوية لبدائل التخلص (إعادة التدوير ، دفن النفايات ، الحرق)
- معرفة الانبعاثات النشطة أثناء الإنتاج والتشغيل والتخلص

## القيم المشتقة من KEA
لتقييم أنظمة الطاقة  يمكن استخدام الاستهلاك التراكمي للطاقة KEA لحساب أوقات الاستهلاك النشط للطاقة. لهذا الغرض ، يتم تعويض KEA للنظام مقابل الطاقة المصنفة للطاقة الأولية التي يوفرها سنويًا. بهذه الطريقة  يمكن الإدلاء ببيان حول ما إذا كان النظام سوف يسترد نفقاته من الطاقة من خلال إنتاج الطاقة الخاص به ومتى. يمكن تحديد عامل الحصاد للنظام على هذا الأساس ، مع الأخذ في الاعتبار الطاقة المتاحة طوال فترة خدمة النظام بالكامل ، والتي يتم تقييمها من حيث الطاقة الأولية. يوضح هذا عدد المرات التي يستعيد فيها النظام KEA الخاص به من خلال إنتاج الطاقة على مدار فترة خدمته. يتم النظر في كلا المتغيرين على خلفية استبدال أنظمة انتاج الطاقات  الأخرى. يوجد مزيد من المعلومات حول معلمات الطاقة هذه في المعيار VDI 4661.

## ربط KEA بتقييم الدورة الحيوية
ضمن تقييم الدورة الحيوية Ökobilanz ، يمكن أن تشكل KEA الأساس لتقييم استخدام موارد الطاقة. نظرًا لأن الانبعاثات ذات الصلة بالبيئة مرتبطة بتوفير الطاقة ، يمكن لـ KEA إعطاء إشارة إلى هذه في حالة العمليات كثيفة الاستهلاك للطاقة. في هذه الحالة ، يمكن أن تكون KEA بمثابة نوع من تقييم الدورة الحيوية  القصيرة.

## اقرأ أيضا
- طاقة مجسدة

## روابط انترنت
- GaBiE - تقييم شامل للعمليات والمنتجات KEA وبيانات الانبعاث من مركز أبحاث اقتصاديات الطاقة e. الخامس
- ProBas - بيانات أساسية عملية المنحى لأدوات إدارة البيئة بيانات دورة الحياة من وكالة البيئة الفيدرالية
- GEMIS - نموذج الانبعاثات العالمية للأنظمة المتكاملة متوفر مجانًا مع قاعدة بيانات دورة الحياة المقدمة من IINAS

## التفاصيل
1. ↑  VDI-Gesellschaft Energie und Umwelt [Hrsg.]: VDI 4600 – Kumulierter Energieaufwand (KEA). Beuth Verlag, Berlin 2012, S. 6.
2. ↑  Walter Klöpffer und Birgit Grahl: Ökobilanz (LCA) – Ein Leitfaden für Ausbildung und Beruf, WILEY-VCH Verlag, Weinheim 2009, S. 8–9.
3. ↑  H. F. Mueller: Kosten, Werte und Preise in der Energiewirtschaft. In: Praktische Energiekunde 1/1952, Heft 3.
4. ↑  H. F. Mueller: Energieverbrauch als Betriebswirtschaftliches Problem. In: Praktische Energiekunde 11/1963, Heft 2.
5. ↑  Helmut Schaefer et al.: Energieverbrauch als Betriebswirtschaftliches Problem. In: Technik und Wirtschaft Nr. 12, VDI-Zeitschrift 106, 1964.
6. ↑  Helmut Schaefer et al.: Einzeluntersuchung zur Energiekostenbelastung industrieller Produkte. In: Praktische Energiekunde 13, Heft 2/3, 1965.
7. ↑  Helmut Schaefer et al.: Grundlagen und Methoden zur Ermittlung des spezifischen Energieverbrauchs. Teilabschnitt des Studienauftrags Nr. 145–74-ECIC der Kommission der Europäischen Gemeinschaft, 1975.
8. ↑  Wolfgang Mauch: Kumulierter Energieaufwand für Güter und Dienstleistungen – Basis für Ökobilanzen. IfE Schriftenreihe, Heft 26, München 1993, S. 6–9.
9. ↑  Hermann-Josef Wagner: Der Energieaufwand zum Bau und Betrieb ausgewählter Energieversorgungstechnologien. Berichte der Kernforschungsanlage Jülich – Nr. 1561, Jülich, 1978.
10. ↑  Gerhard Kolb et al.: Der Energieaufwand für den Bau und Betrieb von Kernkraftwerken. Berichte der Kernforschungsanlage Jülich – Nr. 1230, Jülich, 1975.
11. ↑  Roland Turowski: Entlastung der Rohstoff- und Primärenergiebilanz der Bundesrepublik Deutschland durch Recycling von Hausmüll. Berichte der Kernforschungsanlage Jülich – Nr. 1453, Jülich, 1977.
12. ↑  Wolfgang Mauch: Kumulierter Energieaufwand für Güter und Dienstleistungen – Basis für Ökobilanzen. IfE Schriftenreihe, Heft 26, München 1993, S. 7.
13. ↑  VDI-Gesellschaft Energie und Umwelt [Hrsg.]: VDI 4600 – Kumulierte Energieaufwand (KEA). Beuth Verlag, Berlin 2012.
14. ↑  VDI-Gesellschaft Energietechnik [Hrsg.]: VDI 4600 – Kumulierte Energieaufwand. Beuth Verlag, Berlin 1997.
15. ↑  "نسخة مؤرشفة" (PDF). مؤرشف من الأصل (PDF) في 2013-11-10. اطلع عليه بتاريخ 2023-05-28.
16. ↑  VDI-Gesellschaft Energietechnik [Hrsg.]: VDI 4661 – Energiekenngrößen. Beuth Verlag, Berlin 2003.